# Trypeta varia
Trypeta varia är en tvåvingeart som först beskrevs av Walker 1853.  Trypeta varia ingår i släktet Trypeta och familjen borrflugor. Inga underarter finns listade i Catalogue of Life.